# Proagonistes austeni
Proagonistes austeni là một loài ruồi trong họ Asilidae. Proagonistes austeni được Bromley miêu tả năm 1930. Loài này phân bố ở vùng nhiệt đới châu Phi.